# Motion Picture & Television Fund
Der Motion Picture & Television Fund, abgekürzt MPTF, ist eine seit 1921 bestehehende US-amerikanische steuerbefreite gemeinnützige Wohltätigkeitsorganisation (501(c) organization) zur Unterstützung hilfsbedürftiger Angehöriger der Film- und Fernsehindustrie.

## Geschichte
Die Stiftung wurde 1921 als Motion Picture Relief Fund (MPRF) auf Initiative der Filmschauspielerin Mary Pickford ins Leben gerufen, die Filmgrößen wie ihren damaligen Ehemann Douglas Fairbanks senior, Charlie Chaplin und David W. Griffith, mit denen sie zuvor die Filmgesellschaft United Artists gegründet hatte, für die Idee einer Selbsthilfeorganisation gewinnen konnte. Das Motto lautete We Take Care of Our Own (etwa „Wir sorgen für unsere Leute“). Als erster Präsident fungierte der Filmproduzent Joseph Schenck, als seine Stellvertreterin Mary Pickford und als Geschäftsführer Reverend Neal Dodd. Dodd, ein Geistlicher der Episkopalkirche, war Gründer und Pastor der Gemeinde St. Mary of the Angels in Hollywood und hatte Pickford und Fairbanks 1920 getraut. Er wurde dadurch bekannt, dass er im Nebenberuf in zahlreichen Filmen kleine Rollen als Geistlicher spielte, oft in Trauungsszenen. Im Verwaltungsrat (Board of Directors) und Aufsichtsrat (Board of Governors) der Stiftung wirkten seitdem und bis heute zahlreiche bedeutende Filmschaffende und Vertreter der Filmindustrie mit, wie beispielsweise Samuel Goldwyn und weitere Mitglieder der Goldwyn-Familie, Cecil B. DeMille, Jesse L. Lasky, Harold Lloyd, Hal Roach, Donald Crisp, Irving Thalberg, Warren Beatty, Annette Bening, Michael Douglas, Heather Locklear, Kevin Spacey, Steven Spielberg, Jeffrey Katzenberg, George Clooney und Christopher Nolan. Geschäftsführer (CEO) ist seit 2010 Bob Beitcher.
Die Aktivitäten der Organisation begannen mit dem Aufstellen von Sammelbüchsen in den Studios, nahmen aber bald größere Dimensionen an. Der Bedarf an Unterstützung für in Not geratene Filmschaffende stieg enorm an, als der Übergang vom Stummfilm zum Tonfilm Ende der 1920er Jahre die Karriere zahlreicher Stummfilmschauspieler und Regisseure beendete und nicht wenige von ihnen in existenzielle und finanzielle Nöte stürzte. Verschärft wurde die Situation zudem durch die Great Depression. Um den wachsenden Aufgaben genügen zu können, begann der Motion Picture Relief Fund Benefiz-Veranstaltungen zu organisieren und bei Premieren, Modenschauen oder Sportereignissen Geld zu sammeln. 1932 lancierte Mary Pickford das Payroll Pledge Program: Jeder, der in Hollywood mehr als 200 Dollar pro Woche verdiente, sollte sich verpflichten, mindestens 0,5 Prozent seines Einkommens dem MPRF zukommen zu lassen. 1938 schlossen sich Produktionsfirmen und Gewerkschaften wie die Screen Actors Guild diesem Programm an, so dass sich die Zahl der Teilnehmenden stark erhöhte. 
1939 begann auf CBS die Ausstrahlung der Radiosendung The Screen Guild Theatre, die von Gulf Oil gesponsert wurde und deren Einnahmen dem MPRF zugutekamen. Die sehr beliebte Sendereihe bot Hörspielfassungen aktueller und beliebter Filme, die von prominenten Filmschauspielern (oft aus der Originalbesetzung des Films) gesprochen wurden. Die Mitwirkenden verzichteten zugunsten des MPRF auf ihre Gagen. Praktisch alle großen Hollywoodstars der Zeit wirkten einmal oder mehrmals in dieser Sendereihe mit, die von der Erstausstrahlung am 8. Januar 1939 bis zu ihrem Ende 1952 insgesamt 5,3 Millionen Dollar einspielte.
Nicht zuletzt die Einnahmen aus The Screen Guild Theatre ermöglichten den Bau des am 27. September 1942 eingeweihten Motion Picture Country House in Woodland Hills (heutiger Name: Motion Picture & Television Country House and Hospital), eines Alters- und Pflegeheims für ehemalige, sowohl künstlerische als auch technische, Beschäftigte der Filmindustrie, das bis heute das Zentrum der Aktivitäten der Stiftung bildet. 1948 wurde der Komplex um ein Krankenhaus erweitert, das 1968 und 1986 modernisiert und ausgebaut wurde. Seither kamen zahlreiche, meist nach ihren Stiftern benannte Erweiterungen hinzu, darunter ein Film- und Theatersaal, Einrichtungen zur Langzeit-, Demenz- und Palliativpflege, Kinderbetreuung und Behandlung psychischer Erkrankungen sowie Sport- und Wellnessbereiche.
1965 stiftete Elvis Presley 125.000 Dollar, die bis dahin höchste Einzelspende. Zu den Benefizveranstaltungen und Events, mit denen Spenden für die Stiftung generiert werden, gehörten und gehören Filmpremieren, deren Einnahmen dem MPRF zuflossen (unter anderem von My Fair Lady 1964 und Aristocats 1970), Jubiläumsgalas mit Ehrengästen wie Fürstin Gracia Patricia von Monaco zum 50-jährigen Jubiläum 1971 oder Ex-Präsident Ronald Reagan zum 70-jährigen Jubiläum 1990, das seit 1978 jährlich stattfindende Heartbeat of Hollywood-Golfturnier oder der 2019 eingeführte Giving Day. Die seit 2002 gefeierte Night Before-Party am Abend vor den Oscar-Verleihungen und die seit 2008 gefeierte Evening Before-Party am Abend vor den Emmy-Verleihungen erbringen jährlich Spenden in Höhe von mehreren Millionen Dollar.
Im Jahr 2009 kam es zu einer lebhaften öffentlichen Kontroverse, als die Stiftung bekanntgab, dass sie aufgrund finanzieller Engpässe die Schließung ihres Akutkrankenhauses und der Langzeitpflegestation plane. Nach heftigen Protesten tauschte die Stiftung 2010 ihre Geschäftsführung aus und startete eine erfolgreiche 350-Millionen-Dollar-Fundraising-Kampagne, dank derer die Schließung abgewendet werden konnte.
Neben den stationären Einrichtungen betreibt der MPTF sechs ambulante Gesundheitszentren in Los Angeles, die ausschließlich Angehörigen der Film- und Fernsehindustrie offenstehen, und bietet Beratung und vorübergehende finanzielle Unterstützung in Notfällen an. Aufgrund der COVID-19-Pandemie schossen diese Zahlungen enorm in die Höhe; im Jahr 2020 erhielten mehr als 10.000 Personen finanzielle Überbrückungshilfen. Die Auswirkungen der Pandemie brachten den MPTF abermals in eine existenzbedrohende Situation: Nachdem die finanziellen Reserven von 40 auf 16 Millionen Dollar zusammengeschmolzen waren, warnte Geschäftsführer Bob Beitcher im Oktober 2022 in einem dramatischen Hilfsappell vor der bevorstehenden Insolvenz. Daraufhin führte eine Welle zusätzlicher Spenden zu einer finanziellen Stabilisierung.
Anlässlich des fünfzigjährigen Bestehens 1971 erhielt der Motion Picture Relief Fund seinen heutigen Namen Motion Picture & Television Fund, um die Einbeziehung der Fernsehschaffenden deutlich zu machen. Aus Anlass des hundertjährigen Jubiläums 2021 wurde das ursprüngliche Motto We Take Care of Our Own zu Caring is Infinite („Fürsorge ist unendlich“) geändert.

## Auszeichnungen (Auswahl)
- Oscarverleihung 1940: Ehrenoscar
- Oscarverleihung 2021: Jean Hersholt Humanitarian Award[11]